# Tumeurs séreuses, kystiques et mucineuses
 Mise en garde médicale
Les tumeurs séreuses, kystiques et mucineuses sont une classe de tumeurs solides de la Classification internationale des maladies oncologiques. Elles sont nées d'un tissu glandulaire, et contenant des formations kystiques, ou produisant du mucus ou du sérum.